# 巴头乡
巴头乡，是中华人民共和国广西壮族自治区百色市德保县下辖的一个乡镇级行政单位。

## 行政区划
巴头乡下辖以下地区：
巴头村、陇位村、多荣村、雅美村、多美村、念印村、足伸村、荣屯村、布念村、登贡村、多喜村、登星村、多朴村和多作村。